# Phenothiazine
Phenothiazine, viết tắt PTZ, là một hợp chất hữu cơ có công thức S(C6H4)2NH và có liên quan đến lớp thiazine của các hợp chất dị vòng. Các dẫn xuất của phenothiazine có hoạt tính sinh học cao và được sử dụng rộng rãi và lịch sử phong phú. Các dẫn xuất chlorpromazine và promethazine đã cách mạng hóa lĩnh vực tâm thần và điều trị dị ứng tương ứng. Một dẫn xuất trước đó, xanh methylen, là một trong những thuốc chống sốt rét đầu tiên, và các dẫn xuất đang được điều tra là thuốc chống nhiễm trùng. Phenothiazine là một cấu trúc chì dược phẩm nguyên mẫu trong hóa dược.

## Công dụng
Bản thân Phenothiazine chỉ là lợi ích lý thuyết, nhưng các dẫn xuất của nó đã cách mạng hóa tâm thần học, các lĩnh vực khác của y học và quản lý dịch hại. Các dẫn xuất khác đã được nghiên cứu để sử dụng trong pin và pin nhiên liệu tiên tiến.

### Thuốc có nguồn gốc phenothiazine
Năm 1876, xanh methylen, một dẫn xuất của phenothiazine, được Heinrich Caro tại BASF tổng hợp. Cấu trúc này được hạ bậc vào năm 1885 bởi Heinrich August Bernthsen. Bernthsen tổng hợp phenothiazine vào năm 1883. Vào giữa những năm 1880, Paul Ehrlich bắt đầu sử dụng màu xanh methylen trong các thí nghiệm nhuộm tế bào của mình dẫn đến những khám phá tiên phong về các loại tế bào khác nhau. Ông đã được trao giải thưởng Nobel một phần dựa trên công trình đó. Ông đặc biệt quan tâm đến việc sử dụng nó để nhuộm vi khuẩn và ký sinh trùng như Plasmodiidae - chi bao gồm mầm bệnh sốt rét - và thấy rằng nó có thể được nhuộm màu xanh methylen. Ông nghĩ rằng xanh methylen có thể có thể được sử dụng trong điều trị sốt rét, đã thử nghiệm lâm sàng và vào những năm 1890, xanh methylen đã được sử dụng cho mục đích đó.